# Architektonische Charakterbilder

Die so nicht zur Ausführung gekommene Humboldtschule an der Beethovenstraße in Hannover-Linden; Zeichnung mit Künstlersignatur des Architekten Carl Arend und Datum; Architektonische Charakterbilder, 3. Jahrgang 1902, Tafel 51

Die Fachzeitschrift Architektonische Charakterbilder (mit dem Untertitel Eine Auswahl deutscher und fremder baukünstlerischer Werke unserer Zeit) war ein ab 1900 herausgegebenes Mappenwerk mit Architektur-Abbildungen nach Fotografien und Zeichnungen.

## Beschreibung
Ein Jahrgang umfasste regulär 100 lose Bildtafeln, die im Lichtdruck-Verfahren hergestellt, in sechs Lieferungen versandt und in einer 45 cm × 33 cm großen Halbleinen-Mappe mit Schließbändern gesammelt wurden. Die einzelnen Blätter hatten das Format 42,0 cm × 32,0 cm.
Die Tafeln waren einzeln fortlaufend nummeriert und trugen die kurze Objektbezeichnung, den Namen des Künstlers des dargestellten Werks sowie die Jahrgangsnummer des Mappenwerks. Abgebildet waren Bauwerke des Historismus und des Jugendstils. Die einzelnen Lieferungen waren – wie bei vielen vergleichbaren Mappenwerken – mit einem mehrseitigen Textblatt versehen, das in diesem Fall jedoch außer Erläuterungen zu den gezeigten Bauwerken zum Teil auch längere Essays des Herausgebers enthielt; für den 3. Jahrgang 1902 ist ein rund achtzigseitiger Begleittext bekannt.
Erster Herausgeber war der Architekt Bruno Möhring, der über den Verlag von Carl Ebner, Kunstanstalt, Stuttgart auch ein Titelblatt vertrieb sowie den Buchdruck eines Innentitels, den der Künstler Melchior Lechter entworfen und mit seinen Initialen „ME“ signiert hatte. Der 3. Jahrgang 1902 wurde von Richard Katz herausgegeben.

## Sammlungen
Außerhalb des freien Antiquariatshandels finden sich heute – zum Teil unvollständige – Konvolute von Tafeln dieses Sammelwerks, etwa in der Münchener Pinakothek der Moderne, im Architekturmuseum der Technischen Universität München und in der Technischen Informationsbibliothek der Leibniz Universität Hannover.